# S&P/IFCG Extended Frontier 150
 (septembre 2024).
Si vous disposez d'ouvrages ou d'articles de référence ou si vous connaissez des sites web de qualité traitant du thème abordé ici, merci de compléter l'article en donnant les références utiles à sa vérifiabilité et en les liant à la section « Notes et références ».
 (novembre 2022).
Le S&P/IFCG Extended Frontier 150 est un ancien indice boursier développé par l'agence Standard & Poor's et dont l'objectif était de refléter la performance des entreprises de pays émergents ne faisant pas partie de l'indice S&P/IFCI.

## Composition
Au 29 février 2008, l'indice se composait des titres suivants :
| Entreprise                          | Pays                |
| ----------------------------------- | ------------------- |
| Gulf Finance House                  | Bahreïn             |
| Ithmaar Bank                        | Bahreïn             |
| Summit Power                        | Bangladesh          |
| Square Pharmaceuticals              | Bangladesh          |
| Chimimport                          | Bulgarie            |
| NagaCorp                            | Cambodge            |
| Inversiones Argos                   | Colombie            |
| Bancolombia                         | Colombie            |
| Cementos Argos                      | Colombie            |
| Suramericana De Inversiones         | Colombie            |
| Grupo Aval Acciones Y Val           | Colombie            |
| Almacenes Exito                     | Colombie            |
| Interconexion Electrica             | Colombie            |
| Grupo Nacional De Chocolates        | Colombie            |
| Sonatel                             | Côte d'Ivoire       |
| Adris Grupa                         | Croatie             |
| Atlantska Plovidba                  | Croatie             |
| Dalekovod                           | Croatie             |
| Ericsson Nikola Tesla               | Croatie             |
| INA Industrija Nafte                | Croatie             |
| Podravka                            | Croatie             |
| Hellenic Bank                       | Chypre              |
| Bank of Cyprus                      | Chypre              |
| Marfin Popular Bank                 | Chypre              |
| Eesti Telekom                       | Estonie             |
| Olympic Entertainment Group         | Estonie             |
| Tallink Group                       | Estonie             |
| Bank Of Georgia                     | Géorgie             |
| Arab East Investment                | Jordanie            |
| Arab Bank                           | Jordanie            |
| Middle East Complex                 | Jordanie            |
| Taameer Jordan                      | Jordanie            |
| Housing Bank                        | Jordanie            |
| United Arab Investors               | Jordanie            |
| Union Land Development              | Jordanie            |
| Bank TuranAlem                      | Kazakhstan          |
| Halyk Savings Bank                  | Kazakhstan          |
| Kazkommertsbank                     | Kazakhstan          |
| Kazmunaigas Exploration             | Kazakhstan          |
| KazakhGold                          | Kazakhstan          |
| Barclays Bank                       | Kenya               |
| East African Breweries              | Kenya               |
| Kenya Commercial Bank               | Kenya               |
| Mumias Sugar                        | Kenya               |
| Agility Public Warehousing Company  | Koweït              |
| Boubyan Bank                        | Koweït              |
| Boubyan Petrochemical Company       | Koweït              |
| Burgan Bank                         | Koweït              |
| Commercial Bank of Kuwait           | Koweït              |
| Gulf Bank                           | Koweït              |
| Global Investment House             | Koweït              |
| Kuwait Finance House                | Koweït              |
| International Bank of Kuwait        | Koweït              |
| Kuwait Projects Co Holdings         | Koweït              |
| Mabanee Company                     | Koweït              |
| National Bank of Kuwait             | Koweït              |
| National Industries Group Holding   | Koweït              |
| National Investments Company        | Koweït              |
| Wataniya Telecom                    | Koweït              |
| National Real Estate Company        | Koweït              |
| Investment Dar Co                   | Koweït              |
| Commercial Real Estate Company      | Koweït              |
| Mobile Telecommunications Company   | Koweït              |
| Banque Audi Sal                     | Liban               |
| Solidere A                          | Liban               |
| Solidere B                          | Liban               |
| TEO LT                              | Lituanie            |
| Ūkio bankas                         | Lituanie            |
| Ashaka Cem                          | Nigeria             |
| Afribank Nigeria                    | Nigeria             |
| First Bank of Nigeria               | Nigeria             |
| Guaranty Trust Bank                 | Nigeria             |
| Guinness Nigeria                    | Nigeria             |
| Intercontinental Bank               | Nigeria             |
| Oceanic Bank International          | Nigeria             |
| United Bank for Africa              | Nigeria             |
| Union Bank Nigeria                  | Nigeria             |
| West African Portland Cement        | Nigeria             |
| Zenith Bank                         | Nigeria             |
| Alliance Housing Bank               | Oman                |
| Bank Muscat                         | Oman                |
| National Bank                       | Oman                |
| Oman Cement Company                 | Oman                |
| Oman International Bank             | Oman                |
| Oman Telecommunications Company     | Oman                |
| Raysut Cement                       | Oman                |
| Adamjee Insurance Co                | Pakistan            |
| Askari Bank                         | Pakistan            |
| Bank Alfalah                        | Pakistan            |
| Bank Of Punjab                      | Pakistan            |
| D.G. Khan Cement                    | Pakistan            |
| Engro Chemical Pak                  | Pakistan            |
| Fauji Fertilizer Company            | Pakistan            |
| Faysal Bank                         | Pakistan            |
| Hub Power Company                   | Pakistan            |
| Fauji Fertilizer Bin Qasim          | Pakistan            |
| Kot Addu Power Company              | Pakistan            |
| Lucky Cement                        | Pakistan            |
| MCB Bank                            | Pakistan            |
| National Bank Of Pakistan           | Pakistan            |
| Nishat Mills Limited                | Pakistan            |
| Oil & Gas Development Co            | Pakistan            |
| Pakistan Oilfields Limited          | Pakistan            |
| Pakistan Petroleum                  | Pakistan            |
| Pakistan State Oil Co               | Pakistan            |
| Pakistan Telecom Co                 | Pakistan            |
| Sui Northern Gas Pipelines          | Pakistan            |
| Copa Holdings                       | Panama              |
| Barwa Real Estate Company           | Qatar               |
| Commercial Bank of Qatar            | Qatar               |
| Doha Bank                           | Qatar               |
| Industries Qatar                    | Qatar               |
| Masraf Al Rayan Bank                | Qatar               |
| Qatar Electricity and Water Company | Qatar               |
| Qatar Gas Transport                 | Qatar               |
| Qatar International Islamic Bank    | Qatar               |
| Qatar Islamic Bank                  | Qatar               |
| Qatar National Bank                 | Qatar               |
| Qatar Telecom                       | Qatar               |
| Banca Transilvania                  | Roumanie            |
| BRD - Groupe Société Générale       | Roumanie            |
| Rompetrol                           | Roumanie            |
| SNP Petrom                          | Roumanie            |
| Transelectrica                      | Roumanie            |
| KRKA                                | Slovénie            |
| Mercator Psolovni Sistem            | Slovénie            |
| Petrol                              | Slovénie            |
| Telekom Slovenije                   | Slovénie            |
| John Keells Holdings                | Sri Lanka           |
| Abu Dhabi Commercial Bank           | Émirats arabes unis |
| ALDAR Properties                    | Émirats arabes unis |
| Amlak Finance                       | Émirats arabes unis |
| Dana Gas                            | Émirats arabes unis |
| Dubai Islamic Bank                  | Émirats arabes unis |
| Emaar Properties                    | Émirats arabes unis |
| First Gulf Bank                     | Émirats arabes unis |
| National Bank of Abu Dhabi          | Émirats arabes unis |
| Union National Bank                 | Émirats arabes unis |
| Ukrnafta                            | Ukraine             |
| Ukrsotsbank                         | Ukraine             |
| Zakhidenergo                        | Ukraine             |
| FPT Corp                            | Viêt Nam            |
| General Forwarding & Agency         | Viêt Nam            |
| Petrovietnam Drilling and Well      | Viêt Nam            |
| Refrigeration Electrical Eng        | Viêt Nam            |
| Cables and Telecom Material         | Viêt Nam            |
| Songda Urban & Industrial Zone      | Viêt Nam            |
| Sacombank                           | Viêt Nam            |
| Vietnam Dairy Product Co            | Viêt Nam            |
| Vinh Son - Song Hinh Hydropo        | Viêt Nam            |